# Culebratherium
Culebratherium — викопний рід сиренських ссавців, що існував на території сучасної Панами в ранньому міоцені. Він отримав свою назву від верхньої частини формації Кулебра в зоні Панамського каналу, в якій було знайдено голотипну скам'янілість